# Stupid Cupid
"Stupid Cupid" là một bài hát được Howard Greenfield và Neil Sedaka viết. Bài hát này đã trở thành top hit cho ca sĩ Connie Francis vào năm 1958.

## Lịch sử ghi âm
Sau gần ba năm thất bại, Connie Francis cuối cùng đã có một hit vào mùa xuân năm 1958 với phiên bản rock ballad theo tiêu chuẩn " Who is Sorry Now? " Thật không may, cặp đĩa đơn tiếp theo của cô đã không thành công. I'm Sorry I Made You Cry chỉ đạt # 36 trên Billboard Hot 100 và Heartaches không lọt vào bảng xếp hạng. Francis nhớ lại: "Tôi biết rằng tôi phải có được một bài hát hit trong lần thu âm thứ ba. Nó rất quan trọng. Tôi đã nghe bài hát của mọi nhà xuất bản ở New York, nhưng không có gì làm tôi quan tâm."  Cuối cùng Don Kirshner của Aldon Music có Greenfield và Sedaka, những người sáng tác bài hát cho Aldon, đến thăm nhà của cô để phát bài hát của họ, nhưng cô ấy và người bạn thân Bobby Darin lập luận rằng những bản ballad chậm, dày đặc mà họ đưa ra không hấp dẫn thị trường tuổi thiếu niên. Đức Phanxicô hỏi họ có thứ gì nhanh hơn và nảy hơn không. Greenfield đã yêu cầu Sedaka chơi "Stupid Cupid", một bài hát nhịp nhanh định dành cho ban nhạc Shepherd Sisters. Sedaka phản đối rằng Francis, một "quý cô sang trọng" sẽ bị xúc phạm khi hát một bài hát khó nghe như vậy; nhưng Greenfield đã bác bỏ sự phản đối của Sedaka, nói: "Chúng ta đâu có mất gì, cô ấy ghét mọi thứ chúng ta viết, phải không? Chơi đi! " Sau khi nghe chỉ một vài câu hát, Francis nhớ lại: "Tôi bắt đầu nhảy nhổm trên ghế và tôi nói, 'Thế là xong! Các anh đã có được đĩa đơn tiếp theo của tôi! '" 
Francis đã thu âm "Stupid Cupid" vào ngày 18 tháng 6 năm 1958 tại Metropolitan Studio (NYC); LeRoy Holmes đã chỉ huy dàn nhạc trong khi Morty Kraft sản xuất phiên. Đáng chú ý trong bản ghi âm là đoạn guitar bass chưa được ghi công; một đoạn riff phức tạp và tràn đầy năng lượng đã tồn tại qua nhiều thập kỷ và đã được chứng minh là một trong những đoạn riff ghi-ta bass tốt nhất của rock and roll. Một phiên bản của "Carolina Moon" được ghi lại tại Metropolitan Studio vào ngày 9 tháng 6 với việc sản xuất của Kraft và Joe Lipman thực hiện đã được sử dụng làm mặt B. "Stupid Cupid" đã tạo điều kiện mạnh mẽ cho sự trở lại bảng xếp hạng của Francis với việc lọt vào Top 15 tháng 8 với đỉnh Hot 100 của Billboard là # 14. Francis sẽ phải đợi đến năm 1959 để đưa cô trở lại Top 10 với bài hát "My Happiness".